# Дом А. А. Извольского
Дом А. А. Извольского — памятник архитектуры модерна в историческом центре Нижнего Новгорода. Построен в 1904 году по проекту нижегородского архитектора Н. М. Вешнякова.
В советское время здание встроено в объём модернистского корпуса Горьковского дома моделей и утратило индивидуальность архитектурного решения.

## История
В бывшем квартале Никольской Нижнепосадской церкви небольшой участок земли принадлежал нижегородскому купцу А. А. Извольскому. В 1903 году он решил выстроить доходный трёхэтажный каменный дом на подвалах. Проект дома был заказан нижегородскому архитектору Н. М. Вешнякову, создавшему его в формах набиравшего популярность стиля модерн. Планы-фасады здания были утверждены Строительным отделением Городской управы 20 марта 1904 года и к исходу строительного сезона небольшой дом в три окна по фасаду был построен. Справа к дому примыкало здание корпуса общественных лавок середины XIX века, слева было пустое пространство.
Подвал здания заняли кладовые, погреба и котельная, первый этаж — магазины, второй — залы ресторана, третий — гостиничные номера. В ходе строительства были в отступлении от плана немного изменены формы центрального аттика кровли.
В советское время в здании разместился Горьковский дом моделей, переехавший в него в 1954 году. Дом был реконструирован, отремонтированы два зала: выставочный и демонстрационный, в котором два раза в неделю стали проводить показы мод. В 1968 году началось строительство нового корпуса Дома моделей. Директор Дома З. Р. Дубиновский добился в Министерстве лёгкой промышленности РСФСР выделения средств на строительство нового и реконструкцию старого здания. Закончилась стройка в 1973 году. В результате реконструкции дом был встроен по левой оси фасада в объём нового корпуса Дома моделей, резко контрастировавшего с окружающей застройкой. Впереди был выстроен одноэтажный утилитарный объём, уничтоживший фасад первого этажа. В результате, Дом Извольского утратил индивидуальность архитектуры.
В конце 1990-х годов проблему несоответствия нового корпуса Дома моделей историческому контексту застройки пытались решить архитекторы на проектном семинаре. В результате здание было перестроено в 2002 году в офисный центр Арго, но получилось избыточно декоративным и несоразмерным по масштабу окружающим домам — памятникам архитектуры.